# У школи је најгоре
У школи је најгоре (енгл. Barely Lethal) америчка је акциона комедија из 2015. године. Режију потписује Кајл Њуман, по сценарију Џона Д’Арка, док главне улоге тумаче: Хејли Стајнфелд, Софи Тернер, Џесика Алба, Дав Камерон и Самјуел Л. Џексон.
Приказан је 30. априла 2015. године преко видеа на захтев, док је 29. маја пуштен у одабраним биоскопима. Добио је помешане рецензије критичара.

## Радња
Тинејџерска специјална агенткиња жели нормалну младост па лажира сопствену смрт и уписује се у школу у предграђу. Убрзо схвата да је теже преживети подмукле воде средње школе него међународну шпијунажу.

## Улоге
| Глумац                 | Улога            |
| ---------------------- | ---------------- |
| Хејли Стајнфелд        | Меган Волш       |
| Софи Тернер            | Хедер            |
| Џесика Алба            | Викторија Нокс   |
| Самјуел Л. Џексон      | Хардман          |
| Дав Камерон            | Лиз Ларсон       |
| Томас Мен              | Роџер Маркус     |
| Роб Хјубел             | господин Маркус  |
| Тоби Себастијан        | Кеш Фентон       |
| Гејбријел Басо         | Гуч              |
| Џејми Кинг             | Аналист Најт     |
| Рејчел Харис           | госпођа Ларсон   |
| Џејсон Дракер          | Паркер Ларсон    |
| Александра Кросни      | Синди            |
| Ема Холцер             | Дона             |
| Ден Фоглер             | господин Дам     |
| Фајнес Мичел           | директор Вајсман |
| Кристофер Нејтан Милер | Фред             |
| Стив-О                 | Педро            |